# 博多港国際ターミナル
博多港国際ターミナル（はかたこうこくさいターミナル）は、福岡市博多区沖浜町14番1号（中央ふ頭の中央部）にある外国航路のための旅客船ターミナルであり、主に日本の博多港と韓国の釜山港と結ぶ定期航路などの発着が行われる福岡市の施設である。港湾法上は博多港の港湾施設である。

なお、本ターミナルの分館として、本館である同ターミナルから北西約400メートルの沖浜町24番25号（中央ふ頭の先端部）に中央ふ頭クルーズセンターがあり、主に不定期に寄港するクルーズ船などの発着が行われる。

## 沿革
博多港では、国際定期航路として、1990年（平成2年）4月に韓国麗水市の麗水港との航路（博麗フェリー）が開設され、また、同年12月には同国の釜山港との航路が開設されるなど、客船の往来が目立つようになったため、取りあえず中央ふ頭の西岸に仮設の待合所と野積場を設けることにより対応されたが、外国航路のための旅客船ターミナルの設置が緊急の課題となっていた。また、中央ふ頭における物流機能に関しても、老朽化した倉庫や上屋を再編・集約することにより機能の高度化を図る必要があった。これらの状況から、央ふ頭全体の再開発計画が策定され、倉庫等の再編により高度化倉庫を整備し、その後に博多港国際ターミナルが、1991年（平成3年）7月に着工され、1993年（平成5年）4月1日に供用開始された。

## 施設概要

### 建築物
施設の建築物には、外国航路の旅客の検査に使用する施設、待合所、旅客乗降施設、手荷物取扱所などの旅客施設のほかに、ターミナルホール、展望デッキ、会議室などの一般市民の利用に供する施設、また、事務室、店舗などの業務用施設が設けられ、海に開かれた国際交流拠点機能を担う施設となっている。
| 階  | 主な施設                                                                                      | 面積    |
| --- | --------------------------------------------------------------------------------------------- | ------- |
| 1階 | エントランスホール、チェックインカウンター、総合案内書、ATM、飲食店、コインロッカー、事務室等 | 4,880m2 |
| 2階 | 出入国管理、税関検査、検疫、乗船待合ロビー、免税店、待合ホール、事務室等                      | 4,790m2 |
| 3階 | ターミナルホール、レストラン、展望デッキ（屋外）、会議室、特別応接室、事務室等                | 2,920m2 |
| 4階 | 電気室、機械室                                                                                | 690m2   |

### 係留施設
博多港国際ターミナルの定期航路では、次の船舶のために、中央ふ頭の西岸の係留施設が使われる。
- JR九州高速船の「ビートル」
- 未来高速の「コビー」
- カメリアラインの「ニューかめりあ」

### 交通広場
ターミナルの敷地内には交通広場が整備されており、路線バスの乗降場、観光バス及びタクシーの待機場、駐車場等が機能的に配置されている。

### その他
施設内では福岡市が提供する公衆無線LANのサービス「Fukuoka City Wi-Fi」を利用することができる。

## 交通
公共交通機関については、天神方面及び博多駅方面とを結ぶバスの便が多く、バス停はターミナル敷地内にある「博多港国際ターミナル」が最も近い。また、道路については、福岡都市高速道路が近くを通っており、福岡高速環状線の築港出入口や福岡高速1号香椎線の東浜出入口が近い。